# Pietroasa (Timiș)
Pietroasa é uma comuna romena localizada no distrito de Timiș, na região histórica do Banato (parte da Transilvânia). A comuna possui uma área de 156.46 km² e sua população era de 1107 habitantes segundo o censo de 2007.